# Piazza San Domenico (Bologna)
Piazza San Domenico è una piazza del centro di Bologna. Vi hanno sede, oltre all'omonima basilica e all'annesso convento, l'istituto Luigia Tincani e alcuni uffici territoriali del Ministero della Giustizia.

## Posizione
Piazza San Domenico confina su di un lato con via Garibaldi, dalla quale era in origine separata da un muro. Proseguendo verso sud su via Garibaldi si giunge, dopo poche decine di metri, alla piazza dei Tribunali.

## Caratteristiche
La piazza è pavimentata in ciottoli di fiume, similmente alla non lontana piazza Santo Stefano, com'era in uso nel medioevo. Essa era usata per contenere le grandi folle che si radunavano ad ascoltare le prediche dei frati domenicani.

## Monumenti

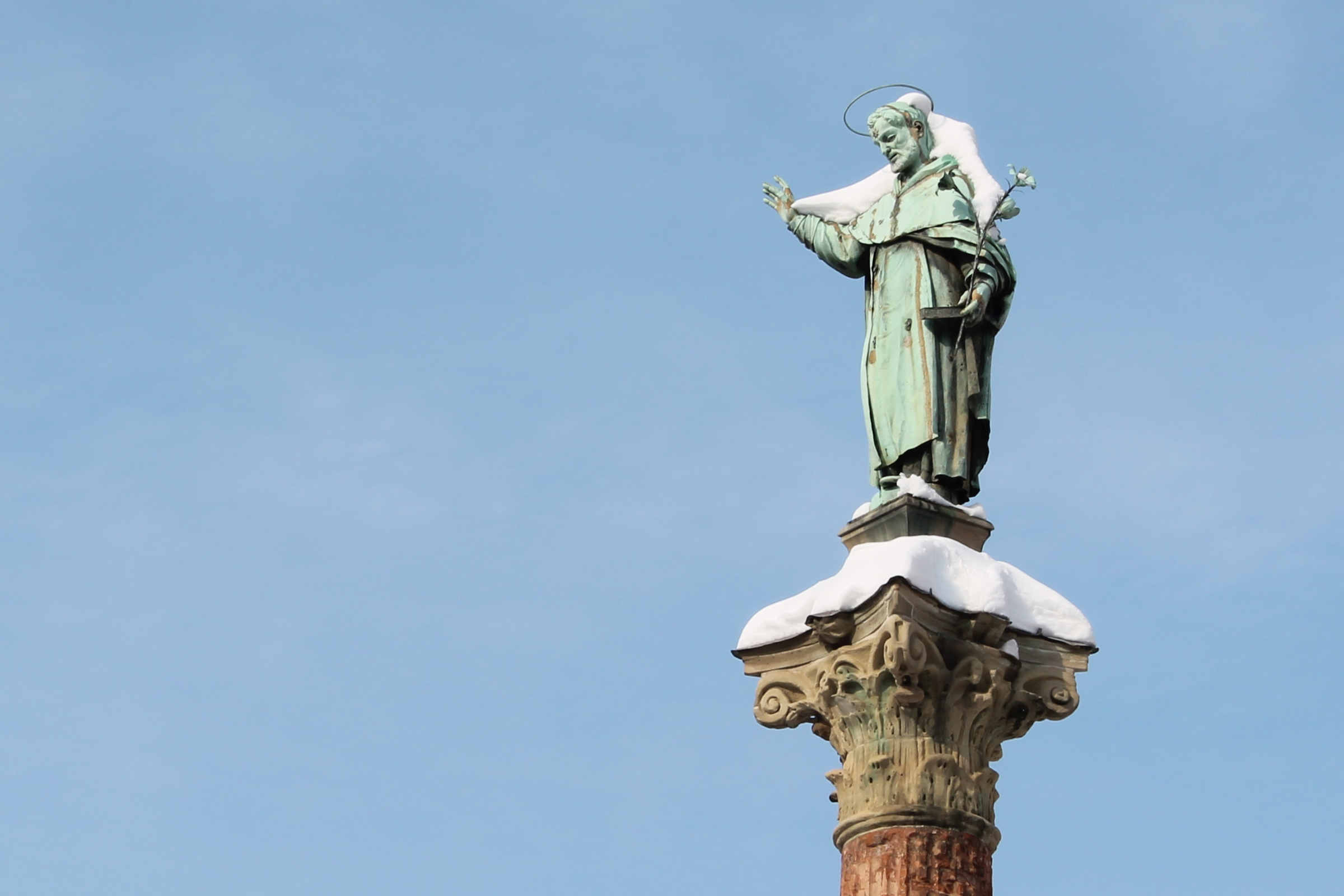
La statua in bronzo di San Domenico sulla sommità della colonna

Nella piazza sorgono due arche monumentali in stile gotico. La prima è la tomba del glossatore Rolandino de' Passeggeri (1305) e l'altra quella di Egidio Foscherari (1289). Una terza tomba, della famiglia Muzzarelli, simile alle altre due, sorgeva a fianco della tomba di Rolandino. Nella città bolognese si trovano altre tre simili tombe, che, insieme alle prime due, costituiscono le cosiddette tombe dei glossatori della Scuola bolognese. Queste ultime si trovano a Piazza Malpighi, adiacente alla chiesa di San Francesco.
Sono inoltre presenti due colonne sormontate da statue. La prima si trova nella parte posteriore della piazza e sorregge una Madonna, opera di Giulio Cesare Conventi (Madonna del Rosario, 1632), che commemora la fine della epidemia di peste che in quegli anni afflisse la città, mentre la seconda, visibile nella foto a lato, è nella parte anteriore e sorregge la statua in bronzo di San Domenico.